# تاراس رومانچوک
تاراس رومانچوک (اوکراینی: Тарас Вікторович Романчук؛ زادهٔ ۱۴ نوامبر ۱۹۹۱) بازیکن فوتبال اوکراینی‌تبار اهل لهستان است.
از باشگاه‌هایی که در آن بازی کرده است می‌توان به باشگاه فوتبال یاگلونیا بیاویستوک اشاره کرد.
وی همچنین در تیم ملی فوتبال لهستان بازی کرده است.